# Eugène Ysaÿe

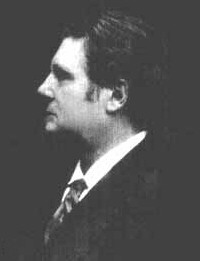
Eugène Ysaÿe

Eugène Ysaÿe (Liège, 16 de julho de 1858 – Bruxelas, 12 de maio de 1931), foi um violinista, compositor e chefe de orquestra belga. Descrito como "O Rei do Violino" ou, como mencionado por Nathan Milstein, "tzar".

## Biografia
Ysaÿe começou a estudar violino quando tinha cinco anos com seu pai, maestro. Aos sete anos, ele entrou para o Conservatório de Liège na classe de Desire Heynberg, onde ele foi expulso após quatro anos de críticas por causa do pai sobre o curso. Henri Vieuxtemps, em seguida, toma o menino no cargo, e volta ao conservatório na classe de Rodolphe Massart. Com a idade de quinze anos, obteve o diploma.
Seus inumero alunos vinham de todo o mundo. Entre eles destacam-se: Mathieu Crickboom, Alfred Marchot, Nicolas Laoureux, Alfred Dubois, Irma Sèthe, Gabriel Bouillon, Joyce Brown, Alberto Bachmann, Aldo Ferraresi, Josef Gingold, William Primrose, Louis Persinger, André de Ribaupierre, Henri Verbrugghen, Nathan Milstein,  Paul Miry, Remo Bolognini.

## Obras

### Violino solo
- Six sonates pour violon, op. 27 dedicadas a grandes violinistas e compositores:
  - Sonate 1 : Joseph Szigeti
  - Sonate 2 : Jacques Thibaud
  - Sonate 3 : Georges Enesco
  - Sonate 4 : Fritz Kreisler
  - Sonate 5 : Mathieu Crickboom (seu aluno preferido)
  - Sonate 6 : Manuel Quiroga
- 10 préludes (études) pour violon seul, op. posth.
- Etude Posthume
- 10 Preludes, Op. 35

### Poemas para violino
Era especialmente afeiçoado à forma poema em suas composições para o violino, deixando várias delas:
- Poème élégiaque, op. 12 (Roméo & Juliette) para violino e orquestra (que serviu de modelo a Chausson para seu próprio poema dedicado a Ysaÿe).
- Scène au rouet, op. 13 para violino e orquestra
- Chant d'hiver, op. 15 para violino e orquestra
- Poème de l'Extase, op. 21 para violino e orquestra
- Poème de l'amitié, op. 26 para 2 violinos e orquestra
- Poème Nocturne, op. 29 para violino, violoncelo e orquestra
- Harmonie du soir, op. 31 para quarteto solo e orquestra de cordas
- Exil!, op. 25 para orquestra de cordas sem contrabaixos

### Violino e Piano
- 2 Célebres Árias
- 2 Mazurkas de Salão
- Capricho sobre o Estudo em forma de Valsa composto por Camille Saint-Saëns, arranjado por Ysaÿe.

### Violoncelo solo
- Meditation, Op. 16
- Sonate à violoncelle seul, op. 28

### Ópera
- "Pier li Houyeû" 1931 (Original em língua valona, possivelmente a única a ser composta nesse idioma)
- "L’avièrge di pièr" - incompleta

### Outras obras
- Fantaisie pour violon et orchestre, op. 43
- Sonate à 2 violons (dedicada à Rainha Elisabeth)
- Divertimento, op. 24
- Dois trios de cordas
- Rêve d'enfant, op. 14
- Berceuse de l'enfant pauvre, op. 20
- Les Neiges d'antan, op. 23